# The Concept of Law
The Concept of Law är en bok av den brittiska filosofen H.L.A. Hart. Boken publicerades första gången 1961 och har efter det blivit publicerad två gånger till, 1994 (andra upplagan) och 2012 (tredje upplagan).
I The Concept of Law utvecklar Hart sin teori om rättspositivismen. Följande är några av de koncept Hart utvecklar i boken:
- Hart kritiserar John Austins teori om att det i varje samhälle finns en suverän och att lagen utgörs av de befallningar (commands) som utfärdas av suveränen för medborgarna att följa.

- Hart gör åtskillnad mellan vad han kallar primärregler (primary rules) och sekundärregler (secondary rules) där primärreglerna reglerar beteenden (t.ex. straffrätt) och sekundärreglerna reglerar tillkomst,  ändring och/eller upphävande av primärregler. Härvid uppräknar Hart tre typer av sekundärregler:
  - Ändringsregler (rules of change)
  - Bedömningsregler (rules of adjudication)
  - Erkännanderegeln (the rule of recognition)

- Hart gör åtskillnad mellan interna och externa aspekter (internal/external points of view) av lagar och regler. Ett synsätt influerat av Max Weber

## Primärregler
Hart menar att alla samhällen har sociala regler (social rules). Dessa sociala regler innefattar såväl sociala normer såsom artighet, hyfs eller regler inom sport eller spel men även tvingande regler (obligation rules) som föreskriver skyldigheter. De tvingande reglerna kan delas in i moralregler (moral rules) och rättsliga regler (legal rules/law). De senare kan i sin tur delas in i primärregler och sekundärregler. 
Primärregler förbjuder handlingar såsom oprovocerat våld, stöld, bedrägeri eller andra handlingar som människor måste låta bli för att kunna samexistera i ett samhälle. I mindre utvecklade samhällen finns bara dessa primärregler. När ett samhälle utvecklas och blir mer komplext blir det nödvändigt att kunna  ändra primärreglerna, bedöma överträdelser av primärreglerna samt att identifiera vilka regler som faktiskt är tvingande (obligation rules). Detta kan göras genom införandet av sekundärreglerna.